# Rhipidia aoroneura
Rhipidia aoroneura är en tvåvingeart som först beskrevs av Alexander 1956.  Rhipidia aoroneura ingår i släktet Rhipidia och familjen småharkrankar. Inga underarter finns listade i Catalogue of Life.